# 兰扬
兰扬（4世纪—398年），《晋书》作兰杨，昌黎郡棘城县（今辽宁省锦州市义县）人，兰汗的儿子，后燕官员。
398年四月廿六日，兰汗和蘭堤、蘭加難兄弟杀死皇帝慕容宝，兰汗自称大都督、大将军、大单于、昌黎王，改年号为青龙。封兰扬为陈公。派他驻守在白狼山。七月二十日，慕容盛杀死了兰汗、兰穆父子，的哥哥鲁公兰和驻守在令支，慕容盛派遣李旱、张真去进攻兰和、兰扬，将他们斩首。